# Пояс (Родина)
«Пояс» (англ. «The Vest») — одиннадцатый эпизод первого сезона психологического триллера «Родина». Премьера состоялась на канале Showtime 11 декабря 2011 года.
Броуди берёт свою семью на поездку в Геттисберг. Последствия взрыва заставляют Кэрри испытывать манию.

## Сюжет
Сол (Мэнди Патинкин) идёт в больницу, чтобы забрать Кэрри (Клэр Дэйнс), которая была там неделю, поправляясь от ран. К своему ужасу, он обнаруживает, что Кэрри ведёт себя как совершенно другой человек, тараторя без умолку, и рвя и бредя о нужде зелёной ручки и теориях об Абу Назире. Сол и Мэгги (Эми Харгривз) отвозят Кэрри домой. Мэгги объясняет Солу, что у Кэрри биполярное расстройство, что травма от взрыва вызвала сильную манию в ней, и что она должна будет быть под наблюдением круглосуточно, пока её лекарство не подействует. Сол соглашается начать ночевать в доме Кэрри. Между тем, Эстес (Дэвид Хэрвуд) встречается с вице-президентом Уолденом (Джейми Шеридан), которого держат безопасном месте после взрыва на Фаррагутской площади. Уолден собирается объявить свою кандидатуру на пост президента в ближайшее время, и разочарован тем, что он находится под защитой, а не агитирует. Он говорит Эстесу, что он должен выследить Тома Уокера и «уволить кого-нибудь... плевать кого».
Броуди (Дэмиэн Льюис) берёт свою семью в поездку в Геттисберг, Пенсильванию, предложив это как способ провести время вместе, прежде чем он отправится на свою избирательную кампанию для Конгресса. Броуди показывает семье, где состоялась Битва при Геттисберге, и рассказывает им истории о героях Гражданской войны. Позже, они идут в забегаловку на обед, и Броуди делает отговорку, что ему нужно что-то взять в аптеке. Броуди вместо этого идёт в заднюю часть магазина одежды. Там его ждёт человек, который сшил пояс шахида для Броуди. Броуди примеряет пояс, холодно спрашивая, оторвёт ли взрыв его голову от тела.
Сол проводит ночь, проходя через море бумаг, над которыми Кэрри работала весь день. Он всё группирует по цвету, по которому Кэрри назначила их, и кладёт их всех на стену, эффективно производя хронологию деятельности Абу Назира. Кэрри и Сол анализируют хронологию следующим утром и фокусируются на периоде бездействия Абу Назира, который, без их ведома, совпадает со смертью Иссы.
Семья Броуди возвращается домой. Дана (Морган Сэйлор) обнаруживает пакет, содержащий пояс. Броуди не даёт ей открыть его, утверждая, что это подарок для Джессики (Морена Баккарин). Дана показывает своему парню какое-то тревожное видео, на котором она запечатлела своего отца на камеру: длительное время, когда он безучастно стоял перед полем боя, совершенно неподвижно.
Несмотря на протесты её отца (Джеймс Ребхорн), Кэрри звонит Броуди. Она описывает период, в котором Абу Назир умолк, и спрашивает Броуди, есть ли у него какие-то наводки на это, так как он был там и имел личную связь с Назиром. Броуди предлагает приехать и обсудить это. Вскоре после этого, Кэрри открывает свою дверь, ожидая приезда Броуди, но она обнаруживает вместо него Эстеса в дверях. Эстес раскрывает, что Броуди разговаривал с ним, сознавшись в романе с Кэрри и заявив, что Кэрри шпионила за ним и постоянно приставала к нему. Он обнаруживает, что Кэрри ведёт себя странно и обнаруживает «временную шкалу», которая состоит из строго засекреченных материалов, которые не должны быть в её доме. Эстесу, в поисках козла отпущения, не нужно больше убеждения - он увольняет Кэрри.

## Производство
Консультирующий продюсер Мередит Стим и соисполнительный продюсер Чип Йоханнссен написали сценарий к эпизоду, второй для Стим и третий для Йоханнссена. Режиссёром стал Кларк Джонсон, второй раз за сезон.
Поведение Кэрри Мэтисон во время эпизода было частично основано на личном опыте сестре сценаристки Мередит Стим, Джейми Стим, у которой биполярное расстройство.

## Реакция

### Рейтинги
Во время оригинального показа, эпизод посмотрели 1.32 миллиона зрителя, поднявшись на 100 000 зрителей с предыдущей недели.

### Рецензии
Критики были единодушными в своей похвале к эпизоду и выступлению Клэр Дэйнс. Энди Гринуолд из Grantland.com назвал его «упоительно интенсивным часом» и сказал о двух принципах: «Клэр Дэйнс должна и получит награду за её выступление здесь» и «Мэнди Патинкин чудесен как её партнёр, этюд в неподвижности, когда он пытается управлять неуправляемой ситуацией». Скотт Коллура из IGN дал «Поясу» рейтинг 9/10, объявляя его «отличным изучением двух основных персонажей», и что Дэйнс несомненно выиграет награды за своё выступление. Тодд Вандерверфф из The A.V. Club дал эпизоду оценку «A-» и высоко похвалил многогранное изображение мании Кэрри от Дэйнс, и способность Дэмиэна Льюиса играть две практически непримиримые половинки одного персонажа.

### Награды
Клэр Дэйнс выиграла премию «Эмми» за лучшую женскую роль в драматическом сериале за её выступление в этом эпизоде на 64-й церемонии премии «Эмми».